# Nättetra
Nättetra (Moenkhausia sanctaefilomenae) är en laxkarp i släktet Moenkhausia. Utbredningsområdet är i Sydamerika, (Peru, Paraguay, Bolivia och Brasilien). Fisken bör vara i ett gaska stort stim. Den är fridsam och simmar aktivt.

## Nättetra som akvariefisk
Nättetran blir upp till 7 cm men normalt mindre. Denna fisk accepterar alla typer av foder. Den kräver inte så mycket av pH-värdet eller hårdheten i vattnet. Det är en stimbildande fisk som kräver öppna ytor, men även ställen för fisken att gömma sig, helst i tät växtlighet. Temperaturen bör vara 23-26 grader men kan också vara något högre och något mindre. Leken äger rum av par eller stim bland finbladig vegetation. Mjukt och lite surt vatten hos denna romspridande art rekommenderas.